# Mallang
《Mallang》은 대한민국의 싱어송라이터 이승환이 발매한 미니 앨범이다. 2007년에 발매된 이 앨범은 이제껏 자신이 하고 싶은 음악을 중심으로 앨범을 만들어 온 이승환이 대중친화적으로 말랑말랑한 곡들을 수록했다는 뜻에서 이런 제목이 붙었다. 타이틀곡은 이재명 작곡의 '내 맘이 안 그래'이다. 이 음반에는 이승환의 연말 공연 "슈퍼히어로" 관람객에 한해 공연 무대 뒷편을 구경할 수 있는 "백스테이지 패스"가 5장 들어있다.

## 곡 목록
1. "징글 Ha-Day (ft. 45RPM, 박신혜)" – 3:54
2. "내 맘이 안 그래" – 4:09
3. "사랑, 착각, 상처" – 3:51
4. "첫 사랑" – 4:37
5. "바람의 노래는 슬프지 않아요 (ft. 정성미)" – 3:07

## 스태프
- Executive Producer : 전호진
- Photographer : 김대형
- Design Director : 이강현
- Designer : 양은진
- Illustrator : 이경욱
- Music Video : 김광석
- Promotion : 배영호, 박현학, 성준환, 윤상현
- Make Up : 이진아
- Hair : 김영순
- Stylist : 유래훈
- Admin : 임종덕, 김현진
- Marketing : 박유선
- Mixing Studio : DreamFactory Studio
- Mixing Engineer : 김한구, 장지복
- Mastered by Yasuji "Yasman" Maeda for Bernie Grundman Japan
- Produced by 이승환

## 같이 보기
- 이승환 디스코그래피
- 이승환 콘서트